# Aloe arborea
Aloe arborea é uma espécie de liliopsida do gênero Aloe, pertencente à família Asphodelaceae.